# Pirituba
 (septembre 2022).
La mise en forme du texte ne suit pas les recommandations de Wikipédia : il faut le « wikifier ».
Les points d'amélioration suivants sont les cas les plus fréquents. Le détail des points à revoir est peut-être précisé sur la page de discussion.
- Les titres sont pré-formatés par le logiciel. Ils ne sont ni en capitales, ni en gras.
- Le texte ne doit pas être écrit en capitales (les noms de famille non plus), ni en gras, ni en italique, ni en « petit »…
- Le gras n'est utilisé que pour surligner le titre de l'article dans l'introduction, une seule fois.
- L'italique est rarement utilisé : mots en langue étrangère, titres d'œuvres, noms de bateaux, etc.
- Les citations ne sont pas en italique mais en corps de texte normal. Elles sont entourées par des guillemets français : « et ».
- Les listes à puces sont à éviter, des paragraphes rédigés étant largement préférés. Les tableaux sont à réserver à la présentation de données structurées (résultats, etc.).
- Les appels de note de bas de page (petits chiffres en exposant, introduits par l'outil «  Source ») sont à placer entre la fin de phrase et le point final[comme ça].
- Les liens internes (vers d'autres articles de Wikipédia) sont à choisir avec parcimonie. Créez des liens vers des articles approfondissant le sujet. Les termes génériques sans rapport avec le sujet sont à éviter, ainsi que les répétitions de liens vers un même terme.
- Les liens externes sont à placer uniquement dans une section « Liens externes », à la fin de l'article. Ces liens sont à choisir avec parcimonie suivant les règles définies. Si un lien sert de source à l'article, son insertion dans le texte est à faire par les notes de bas de page.
- La présentation des références doit suivre les conventions bibliographiques. Il est recommandé d'utiliser les modèles {{Ouvrage}}, {{Chapitre}}, {{Article}}, {{Lien web}} et/ou {{Bibliographie}}. Le mode d'édition visuel peut mettre en forme automatiquement les références.
- Insérer une infobox (cadre d'informations à droite) n'est pas obligatoire pour parachever la mise en page.

Pour une aide détaillée, merci de consulter Aide:Wikification.
Si vous pensez que ces points ont été résolus, vous pouvez retirer ce bandeau et améliorer la mise en forme d'un autre article.
Pirituba est un district situé dans la zone nord-ouest de la ville de São Paulo, au Brésil.
Son profil socio-économique est diversifié, abritant des familles de toutes les castes sociales. Cependant, selon les informations fournies par le magazine Exame et l’émission de radio CBN (pt), Pirituba est un quartier formé principalement par des familles de la classe moyenne, et selon Brasil Escola, l'un des plus grands portails éducatifs du pays, Pirituba est un quartier intermédiaire entre le centre et la périphérie.
Son emplacement est proche de routes telles que Marginal Tietê, Rodovia dos Bandeirantes et Rodovia Anhanguera. Il borde les districts de Lapa, São Domingos, Freguesia do Ó, Brasilândia et Jaraguá.

## Toponyme
L'origine de son nom est le résultat de la juxtaposition des mots Tupi pi'ri ("jonc") et tyba ("rassemblement"). Il signifie donc « cueillette de joncs ». Dans la région, il y avait un lac appelé Pirituba, issu d'un des bras de la rivière Tietê, qui passe à proximité.

## Caractéristiques socio-économiques
Certaines personnes qui ne connaissent pas bien le quartier de Pirituba demandent, à tort, qu'il s'agit d'une région majoritairement pauvre, composée, pour la plupart, de familles de classes moyennes inférieures et populaires. Cependant, bien qu'il existe des zones défavorisées dans la région, en particulier dans les zones plus périphériques qui bordent les districts de Brasilândia et Jaraguá, celles-ci ne représentent pas la majeure partie de son territoire.
À Pirituba, il y a des quartiers bien structurés, qui ont de larges rues, des trottoirs bordés d'arbres, des résidences qui varient de moyen à haut standing et une faible densité de population. Selon un article sur la croissance du nombre de copropriétés à Pirituba, publié par le journal Folha de S.Paulo, il existe une concentration de résidents de la classe moyenne et supérieure dans les environs de Rodovia Bandeirantes et Marginal Tietê, ainsi que de larges rues bordées d'arbres.
D'autre part, il est également possible de trouver des communautés pauvres, dont les caractéristiques sont des rues étroites, peu ou pas de boisement, des résidences de bas et moyen bas et une forte densité de population.
Ce phénomène est dû aux différents processus d'urbanisation qui ont eu lieu dans la région. Companhia City, entreprise responsable du développement de quartiers huppés tels que Pacaembu et Jardim América, a urbanisé une partie de Pirituba en fonction des normes définies par l'entreprise, attirant ainsi des familles de classes moyennes supérieures et supérieures, principalement dans comme City América et Ville Pinheirinho.
Le lotissement de la Fazenda Barreto et la présence des Anglais qui ont travaillé sur le chemin de fer de São Paulo lors de la construction de la gare de Pirituba, à leur tour, ont donné naissance à des lieux tels que Vila Pereira Barreto et Chácara Inglesa, connus pour être des quartiers structurés dont les caractéristiques sont les trottoirs arborés, les infrastructures commerciales, la présence d'établissements d'enseignement privés et publics, la répartition des places et des espaces verts, et les résidences des padrons moyen et haut.
D'autre part, certaines zones ont été urbanisées sans planification, sur la base d'une occupation irrégulière, aboutissant à l'émergence de communautés nécessiteuses, comme celles que l'on trouve dans des endroits tels que Vila Zatt, Vila Mirante et Canta Galo, où des bidonvilles sont présents.
Par conséquent, Pirituba a des caractéristiques socio-économiques diversifiées, bien que la classe moyenne soit prédominante.
Selon la liste des districts de São Paulo selon l'indice de développement humain, générée en 2000 et incluse dans l'Atlas des travaux de développement municipal de São Paulo de 2007, Pirituba a un IDH considéré comme "élevé", se classant au 54e rang parmi les quartiers de la ville de Sao Paulo. En général, la région a une bonne infrastructure et une bonne qualité de vie.
Au cours des années 2000 et 2010, le quartier a connu d'importantes transformations urbaines. Il y a eu une augmentation du nombre d'immeubles résidentiels destinés aux classes moyennes et supérieures, en particulier à Jardim Íris, un quartier situé près de Marginal Tietê, qui a gagné un centre commercial en 2013 et est devenu majoritairement vertical, ainsi que la suppression totale des favelas et le déplacement subséquent de leurs résidents vers des CDHU dans d'autres quartiers, comme cela s'est produit avec les favelas Nassau et Anastácio en 2004.
Récemment, le quartier a connu une appréciation immobilière croissante, provoquant une augmentation de la valeur du mètre carré, qui a commencé à tourner autour de 6 640,00 R$.

## Histoire

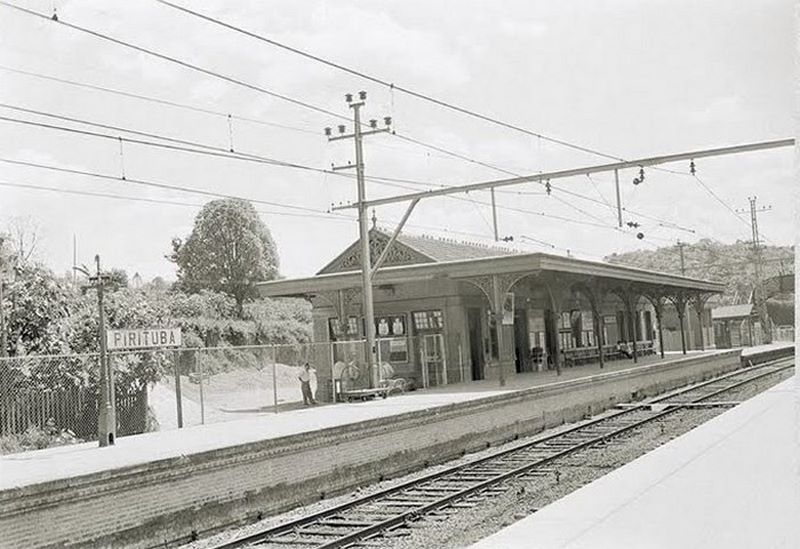
Gare de Pirituba construite par la compagnie anglaise São Paulo Railway

La région qui couvre les districts de Pirituba, Jaraguá et São Domingos, compte une population d'environ 437,5 mille habitants, sur une superficie de 54,7 km². Il est situé dans la partie nord de la ville. Son origine au XIXe siècle est due à l'existence de grandes fermes de café, les principales étant : la ferme Barreto, propriété de Luiz Pereira Barreto, un médecin local, la ferme Brigadier Tobias et la ferme Jaraguá. Avec une grande influence politique des agriculteurs et la grande importance du café, ils ont construit la gare pour recevoir les expéditions destinées au port de Santos.
Le nom de Pirituba est le résultat du mot "piri", qui signifie végétation marécageuse et de l'augmentatif "tuba", qui en langue tupi signifie "beaucoup". Pirituba a comme référence historique l'inauguration de la gare ferroviaire le 1er février 1885.
La ferme Barreto, avec la mort de son propriétaire en 1922, a été partagée entre ses héritiers. Cette même année, la première division de la Ferme a été divisée et en 1926, la deuxième division a été divisée. Ces deux villages, ajoutés au noyau initial qui s'est développé à côté de la gare, sont devenus le principal noyau de développement du quartier. Par la suite, d'autres parties de la ferme Barreto ont été subdivisées, donnant lieu à la formation de nouveaux villages, tels que Vila Bonilha, Vila Zatt, Vila Maria Trindade, Vila Mirante et Jardim São José.
Le Parque São Domingos trouve ses origines dans les fermes du colonel Anastácio de Freitas Trancoso, qui cultivait des céréales, du café et du thé. À la mort du colonel en 1839, ses descendants vendirent, en 1856, la ferme au brigadier Rafael Tobias de Aguiar et à sa femme Domitila de Castro, la marquise de Santos.
En 1917, la Companhia Armour do Brasil rachète les fermes Anastácio et Capuava. À partir de 1950, une partie du terrain a été subdivisée par Novo Mundo Investimentos Ltda, qui l'a acquis de Cia Armour, donnant naissance au Parque São Domingos. Le nom du quartier est en l'honneur du saint catholique, Saint Domininque Savio.
Lorsque la gare de Pirituba a été installée dans une zone rurale, en 1885, l'histoire de la ville a commencé à prendre forme. Pendant longtemps, le paysage s'est essentiellement composé de plantations de café, de pâturages et de forêts. Avec les progrès du café, des industries et de nouveaux résidents viendront, parmi lesquels de nombreux immigrants italiens, japonais, anglais, russes, néerlandais et hongrois.

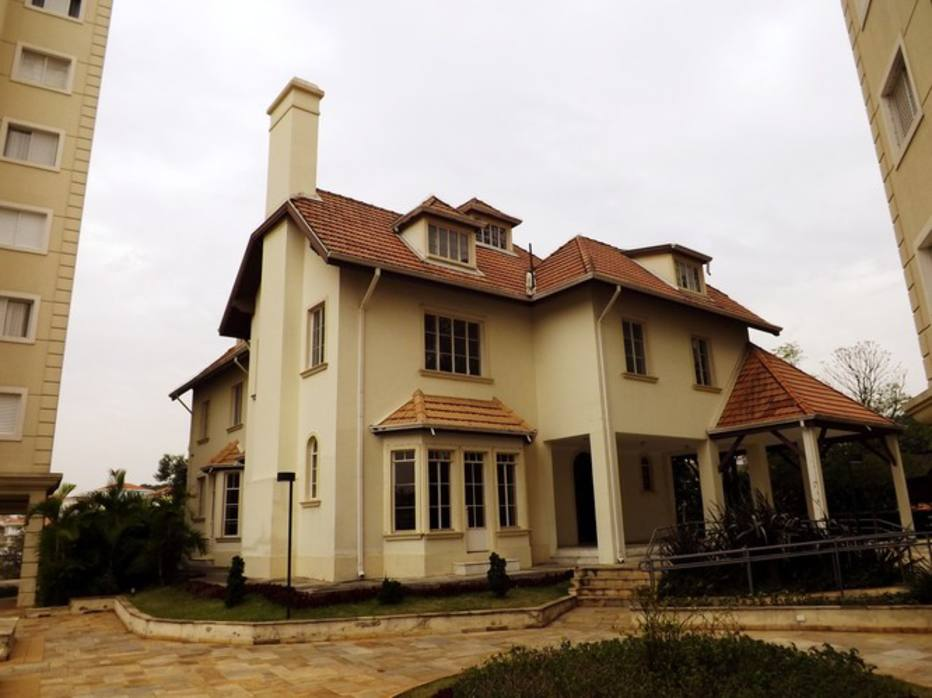
Castelinho de Pirituba à Rua Maestro Arturo de Angelis, 190 - Vila Comercial, São Paulo - SP

### Mine d'or au Pic de Jaraguá
Pas même un seul signe de ce village n'existait au XVIe siècle, probablement, lorsque les explorateurs ont découvert la première mine d'or au Brésil (avant même Minas Gerais) sur Pico do Jaraguá.

### Zone rurale
Au début du XIXe siècle, cependant, la zone dans laquelle se sont développés le quartier et le quartier de Pirituba était déjà occupée par Fazenda Anastácio, où se trouvaient des plantations de café et de thé. Environ 250 personnes vivaient dans la région. Plus tard, cette même ferme sera achetée par le brigadier Rafael Tobias de Aguiar et sa femme, Domitila de Castro - la marquise de Santos. Ils ont probablement changé le nom en Fazenda Tobias.

### La gare
L'influence des agriculteurs a conduit à l'inauguration de la gare de Pirituba du chemin de fer de São Paulo en 1885, à travers laquelle les immigrants et les expéditions de café étaient transportés. Elle existe encore aujourd'hui (ligne 7 - Rubi, de la CPTM) et marqua l'origine du village, qui ne cessa de croître dans sa décadence.

### Terres tranchées
Au début du XXe siècle, les terres de Fazenda Anastácio ont été divisées. l'entreprise Armure du Brésil a pris le morceau de la plantation de thé et de café. Puis elle les revendrait à l'investisseur Novo Mundo, ce qui donnerait naissance aux quartiers de São Domingos encore confondus avec ceux de Pirituba. Le développement de Pirituba lui-même viendrait des mains de la Cia. City Development, qui a repris la zone destinée à l'élevage de bétail et l'a subdivisée, attirant des habitants et des usines dans la région.

### Usines
À partir de 1898, sont installés dans la région la Fábrica de Colla Paulista, la Cia. Armor do Brasil, la Fiat-Lux, le Lanifício Pirituba, la Cia. Anglo Brasileira de Indústria de Borracha, la Gessy-Lever et la Refinações de Milho Brasil (de la marque Maizena). La plupart des résidents ont leurs histoires de vie à ce jour directement liées à l'industrialisation du quartier.

### Curiosités

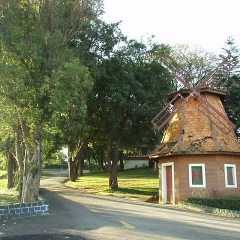
Casa de Nassau sur l'avenue Raimundo Pereira de Magalhaes

- Il possède l'un des clubs néerlandais les plus traditionnels de São Paulo, la Casa de Nassau.

- En 1988, le São Paulo Athletic Club est créé, une équipe de rugby formée par des Anglais qui ont travaillé à la construction de la gare de Pirituba. L'équipe est la plus ancienne de la ville et l'un de ses partenaires était Charles Miller, né dans le quartier de Brás à São Paulo et considéré comme le père du football au Brésil.

- Le quartier est également traversé par ligne 7 de la Companhia Paulista de Trens Metropolitanos, ancienne Estrada de Ferro Santos-Jundiaí. La gare de Pirituba a été ouverte en 1885 par le São Paulo Railway (également connu sous le nom de "Ingleza"). À l'époque, de nombreux Anglais résidaient à Chácara Inglesa.

- Dans les années 1940, le Cine São Luiz a été construit, l'un des cinémas de quartier les plus renommés de la ville de São Paulo à l'époque. Le lieu a subi quelques transformations et en 1991 il est devenu Paradise, discothèque où se déroulaient plusieurs soirées Flash House, et qui n'existe plus. Une autre maison importante de la région était Piritubão[13], qui s'est fait connaître dans les années 1980 pour ses bals et ses spectacles. Certains groupes connus du grand public, tels que Titãs et Ultraje a Rigor, se sont produits à Piritubão au début de leur carrière.

## Situation
Pirituba est situé dans la région nord-ouest de la ville de São Paulo. Il existe des agences de la mairie de São Paulo qui classent le quartier comme appartenant à la zone nord de la ville, mais il est d'usage de désigner le quartier comme appartenant à la zone ouest, en raison de sa proximité géographique et historique.
Son domaine est vaste. Les premiers quartiers du quartier, tels que Piqueri et Jardim Iris, sont situés sur les rives de Marginal Tietê, à proximité de pont do Piqueri et à quelques mètres du bâtiment de la police fédérale, à Lapa. Ceux-ci sont situés à la frontière du district avec Vila Arcadia, Lapa de Baixo et Água Branca, situés respectivement dans les districts de Freguesia do Ó, Lapa et Barra Funda.
Pirituba a un accès facile, compte tenu de sa frontière avec Lapa, un quartier appartenant au centre élargi de la ville, et des sorties par Marginal Tietê, Rodovia dos Bandeirantes et Rodovia Anhanguera.

## Transport public
Le district abrite trois gares de la ligne 7-Rubi de la CPTM : Piqueri, Pirituba et Vila Clarice, et la gare de Pirituba est située à côté du terminus de bus Pirituba.
La station Vila Clarice fait partie du projet de la ligne 6 du métro qui prévoit de construire des stations dans le quartier, sur Rodovia dos Bandeirantes et à Vila Clarice même, en plus de deux autres stations.
Le terminus de Pirituba est l'une des plus importantes de São Paulo et possède des lignes reliant le quartier à plusieurs quartiers de la ville tels que Lapa, Pinheiros, Itaim Bibi, Vila Olímpia, Vila Mariana, Zone centrale de São Paulo, Jaraguá, entre autres.

## Loisirs et espaces verts
Selon le journal O Estado de S. Paulo, Pirituba est le 2e quartier le plus vert de São Paulo. La région abrite plusieurs espaces de loisirs qui disposent d'infrastructures propices aux sports. Certains ont des pistes de jogging et de cyclisme, des équipements d'aide à l'exercice, des terrains de sport, des lacs, entre autres, les parcs suivants sont parmi les principaux; Cidade de Toronto, Jacintho Alberto, Jardim Felicidade, Rodrigo de Gásperi et São Domingos.
De plus, le parc d'État de Jaraguá, où se trouve le Pic de Jaraguá, est situé dans la zone comprise par la sous-préfecture de Pirituba/Jaraguá. Malgré le manque d'investissement historique de la part de la mairie et de l'État, il reçoit un nombre élevé de visiteurs, y compris des étrangers, qui recherchent principalement les sentiers du parc tels que Pai Zé, Silêncio, Bica et Lago. Le parc possède un espace vert et une biodiversité riches, en plus d'avoir quelques zones pour les sports et un point de vue surplombant la zone métropolitaine de la ville.

## Principales voies
Les principales routes qui relient le district de Pirituba sont :
- Via Anhanguera
- Rodovia dos Bandeirantes
- Avenue General Edgar Facó

Le quartier est riche en places, parcs et dispose d'un large éventail de commerces, dont témoignent les portails électroniques des entreprises de la région.
- Avenue Paula Ferreira
- Avenue Elísio Cordeiro de Siqueira
- Avenue Doutor Felipe Pinel
- Avenue Elísio Teixeira Leite

Les autres routes importantes sont: avenue Alexios Jafet, estrada São Paulo-Jundiaí, avenue Chica Luisa, estrada de Taipas, avenue Miguel Castro, avenue Cabo Adão Pereira, avenue Benedito de Andrade, avenue Fuad Lutfalla, rue Manoel Barbosa et rue Guerrino Giovanni Leardini.

## Points touristiques/historiques

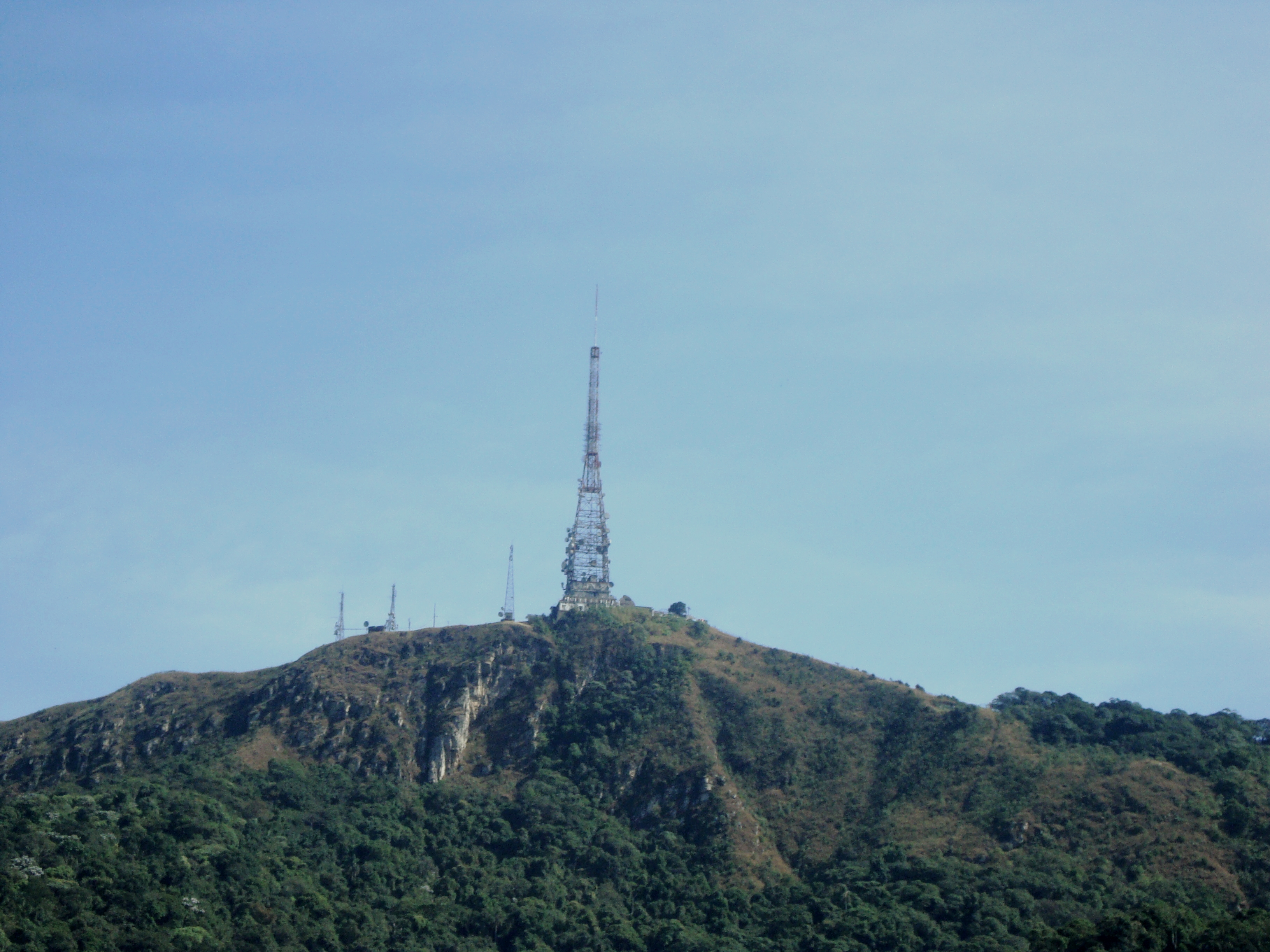
Vue du Pic de Jaraguá, depuis Pirituba

- Hôpital psychiatrique Pinel - situé dans un quartier verdoyant, magnifique pour ses caractéristiques architecturales ;
- Casarão do Anastácio - considéré comme patrimoine architectural du quartier et classé comme patrimoine historique ;
- Fritz Dobbert - fabrique de pianos depuis 1956 dans le quartier.
- Castelinho de Pirituba - construit en 1927, c'était la résidence du surintendant du São Paulo Railway. C'est le patrimoine historique et architectural du quartier.
- Casa de Nassau (Société néerlandaise de São Paulo) - ouverte en 1957, la Casa de Nassau est un club qui appartient à la Société néerlandaise de São Paulo. Déclarée zone d'utilité publique.